# Emiran
Het Emiran (Frans: Émirien, of Emirehcultuur) is een archeologische cultuur in Israël, Palestina, Libanon en Syrië, daterend van 60.000 tot 40.000 BP. De lithische industrie is een overgangsindustrie tussen het middenpaleolithicum en het laatpaleolithicum: het combineert elementen van het voorafgaande Moustérien, zoals de Levalloistechniek, met innovaties zoals het splijten  van klingen.
Het is de oudst bekende laatpaleolithische cultuur waar latere culturen van het laatpaleolithicum op terug te voeren zijn. Ze is ook opmerkelijk omdat ze niet lijkt te zijn afgeleid van een bekende oudere cultuur in Eurazië of Afrika, en daarmee inheems is in de Levant. 
Typerend voor het Emiran is de Emireh-punt. Dit is een microliet van 2 à 3 cm lang, waarschijnlijk bedoeld om op een houten projectiel te worden gemonteerd, mogelijk als pijlpunt.

## Relaties met andere culturen
Het Emiran wordt in de regio voorafgegaan door een Moustériencultuur. Ze lijkt hieruit voortgekomen te zijn zonder sporen van een technologische breuk of door een van elders binnendringende cultuur. 
Zo zijn in het Emiran veel elementen uit het Moustérien terug te vinden, zoals de Levallois-techniek om stenen te splijten. Anderzijds heeft de Emireh-punt, typisch voor de cultuur, geen oorsprong uit het Moustérien en lijkt het een innovatie te zijn die specifiek is voor het Emiran. Bovendien werden veel stenen werktuigen die op klingen lijken gebruikt, waaronder gebogen messen die vergelijkbaar zijn met die van het Châtelperronien in West-Europa.
Het Emiran evolueerde uiteindelijk naar het Ahmarian (eveneens een overgangscultuur), dat zich ontwikkelde tot het Levantijnse Aurignacien, een cultuur die nog steeds in de Levallois-traditie staat maar met Aurignacien-tendensen. Het Ahmarian stond mogelijk ook aan de oorsprong van het Proto-Aurignacien in Zuid-Europa.

## Belangrijke sites
- Emireh-grot
- Ksar Akil, Libanon
- Boker Tachtit, Israel
- Umm el Tlel, Syrië
- Antelias-grot, Libanon
- Wadi Aghar, Jordanië
- El-Wad, Israel
- Kebara, Israel
- Qafzeh, Israel